# Max Guazzini
Max Guazzini (23 de octubre de 1947) es un empresario francés y presidente del club de rugby de París llamado Stade Français. Nacido en Roquebrune-Cap-Martin, tiene también la nacionalidad italiana.

## Otros trabajos
Guazzini es famoso por ser el codirector de NRJ Group, una emisora de radio francesa con sede en Cannes. Además, desde el año 2000 dirige los NRJ Music Awards, unos trofeos musicales entregados en enero de cada año, y uno de los más importantes de Francia.
Además de su trabajo en el ámbito deportivo, dirige NRJ Productions, una de las mayores asociaciones musicales de toda la Costa Azul. En 2015 tiene previsto hacer proyectos humanitarios ayudando a asociaciones francesas como Médicos sin fronteras.
- Datos: Q1616773